# ポール・バーホーベン
ポール・バーホーベン（Paul Verhoeven、1938年7月18日 - ）は、オランダ・アムステルダム出身の映画監督。
名前の発音はオランダ語ではパウル・ヴァーフーヴェ（ン）（[ˈpʌul vərˈɦuvə(n)]）となる。

## 略歴
幼少期を第二次世界大戦下のオランダのハーグで過ごした。その中で、自分たちオランダ人の味方であるはずの連合軍がナチスの軍事基地があるハーグを空爆し、死体が道端に転がっているという日常を過ごしている。
ライデン大学で数学と物理学を学ぶとオランダ海軍に従軍し、ドキュメンタリーを制作するようになる。その後はテレビ界入りし、1960年代に中世オランダが舞台のテレビシリーズ『Floris』の監督を務め、ルトガー・ハウアーと出会う。それ以降、ハウアーはバーホーベン作品の常連となる。初監督映画作品は1971年の『Wat Zien Ik?』。続く1973年の『ルトガー・ハウアー/危険な愛』で1974年のアカデミー外国語映画賞にノミネートされるなど、注目を集めた。1977年の『女王陛下の戦士』はゴールデングローブ賞にノミネートされ、世界的な人気と評価を得た。
1985年の『グレート・ウォリアーズ/欲望の剣』からはアメリカに渡り、『ロボコップ』や『トータル・リコール』、『スターシップ・トゥルーパーズ』などヒット作を連発する。一方、過激な暴力描写や性的描写に批判を受けることも多かった。1995年の『ショーガール』でラジー賞のワースト監督賞を受賞した際には、同賞史上初めて自ら会場でトロフィーを受け取り、笑顔で「蝶々が芋虫になった気分だ」とスピーチを行った。2000年の『インビジブル』（原題: Hollow Man）では「スタジオの奴隷になった気がした」と振り返り、「空っぽな (Hollow) 作品だ」とまで評している。
その後はオランダに戻り、2006年の『ブラックブック』は25億円をかけたオランダ映画界始まって以来の大作となったが、オランダだけでは資本調達ができずフランス、イギリス、ドイツ資本からも資金提供を受けた。アメリカ時代の反省から、VFXを一切使わずに撮影されている。
2016年には第16回マラケシュ国際映画祭・トリビュート（功労賞）を受賞した。
2017年には第67回ベルリン国際映画祭の審査委員長に就任した。

## 主な監督作品
| 年   | 題名                                           | 備考    |
| ---- | ---------------------------------------------- | ------- |
| 1973 | Wat Zien Ik!?                                  |         |
| 1973 | ルトガー・ハウアー/危険な愛 Turks fruit        |         |
| 1975 | 娼婦ケティ Keetje Tippel                       |         |
| 1977 | 女王陛下の戦士 Soldaat van Oranje              | 兼 脚本 |
| 1980 | SPETTERS/スペッターズ Spetters                 |         |
| 1982 | 4番目の男 De Vierde man                        |         |
| 1985 | グレート・ウォリアーズ/欲望の剣 Flesh & Blood  | 兼 脚本 |
| 1987 | ロボコップ Robocop                             |         |
| 1990 | トータル・リコール Total Recall                |         |
| 1992 | 氷の微笑 Basic Instinct                        |         |
| 1995 | ショーガール Showgirls                         |         |
| 1997 | スターシップ・トゥルーパーズ Starship Troopers |         |
| 2000 | インビジブル Hollow Man                        |         |
| 2006 | ブラックブック Black Book                      | 兼 脚本 |
| 2012 | ポール・ヴァーホーヴェン/トリック Tricked      | 兼 脚本 |
| 2016 | エル ELLE Elle                                 |         |
| 2021 | ベネデッタ Benedetta                           |         |